# Кастел Санта Марија (Мачерата)
Кастел Санта Марија (итал. Castel Santa Maria) насеље је у Италији у округу Мачерата, региону Марке.
Према процени из 2011. у насељу је живело 57 становника. Насеље се налази на надморској висини од 530 м.